# 久野氏
久野氏（くのし、くのうじ）は、日本の氏族のひとつ。遠江国の国人衆が著名。久努氏、久奴氏、久能氏とも表記されることがあった。

## 藤原南家工藤氏流の久野氏
藤原南家工藤氏流の久野氏は、遠江国発祥といわれる氏族。室町、戦国時代には遠江国の国人領主であり、のちに徳川家康に属し、江戸時代には紀州藩重臣の田丸城代家として続き、維新後士族。

### 出自
一般には鎌倉時代、工藤清仲の子久野宗仲が遠江国久野に住したことに始まるとされる。しかし藤原南家為憲流と伝わるが確証（系図も複数あり）はなく、秦氏流ではないかとも言われている。『姓氏家系大辞典』においては、実際は物部氏同族で久努国造（くののくにのみやつこ）の族裔である久奴直の子孫であると述べており、この国造後裔説を支持する意見がある。

### 歴史
代々今川氏に仕えていた。宗隆は、久野城（現・静岡県袋井市鷲巣字上末本）を明応年間に居城とし、一族の元宗、宗経が桶狭間の戦いで討死すると、一族の宗能は、今川氏真を見限り、徳川家康に臣従し、高天神城の戦い、小牧・長久手の戦いなどに戦功を挙げ、天正18年（1590年）徳川家康が北条氏の旧領の関東に移封され、宗能は、下総国佐倉藩1万3,000石が与えられた。
宗能の嫡子宗朝は、慶長元年12月5日（1596年）、将軍徳川秀忠上洛に供して京に滞在していた時、私怨から刃傷に及び、同じ徳川家臣の三宅正次を殺害して改易処分となった。この時、隠居した宗能に1,000石が与えられたが、関ヶ原の戦いの後に8,500石が与えられ、旧領久野に復した。
慶長14年（1609年）に宗能が没し、宗朝の次男宗成（丹波守）が嫡孫相続し、元和5年（1619年）に徳川頼宣の家老、田丸城代となり、1,500石加増をされ、伊勢国田丸領1万石を拝領し、紀州藩田丸領5万石も併せて管理した。
久野氏は宗成の後、宗晴－宗俊－俊正－俊純－輝純－昌純－純固と続き、明治維新を迎えた。また、久野氏は、代々和歌山城下に屋敷を構え政務をとったため、一族を伊勢・田丸に名代として派遣していた。一方で除封となった久野宗朝の三子宗次が召し出され、300俵の旗本となった。
維新後の慶応4年8月には久野純固が紀州藩から独立して朝臣に列したい旨の請願書を提出している。久野家はいわゆる付家老ではなく単なる万石以上陪臣家であり、付家老のような維新立藩の待遇は受けられなかったので、それを請願したものと思われるが、不許可になっている。
維新後は士族。明治17年（1884年）に華族が五爵制になった際に定められた『叙爵内規』の前の案である『爵位発行順序』所収の『華族令』案の内規（明治11年・12年ごろ作成）や『授爵規則』（明治12年以降16年ごろ作成）では旧万石以上陪臣家が男爵に含まれており、久野家も男爵候補に挙げられているが、最終的な『叙爵内規』では旧万石以上陪臣家は授爵対象外となったため久野家は士族のままだった。
明治15年・16年ごろ作成と思われる『三条家文書』所収『旧藩壱万石以上家臣家産・職業・貧富取調書』は、当時の当主久野宗熙（純固の長男）について所有財産を旧禄高1万石、所有財産は宅地3556坪7合5夕、田地16町8畝4歩、職業は宮内省准奏任御用掛と記しているが、貧富景況は空欄になっている。
しかし『授爵録』（明治33年の1）にある和歌山県知事小倉久の宮内省爵位局代理香川敬三宛ての現時家政状況についての取り調べ照会返答書によれば、その時すでに久野宗熙は和歌山県に住んでおらず、神奈川県横浜市在住の士族になっていた。その時点で不動産所有などなく、戸主の久野宗熙は当時病気のため無職、弟の久野正香は横浜の某会社で役員として働いており、それ以外の家族は一定の職業にはついていないとのことである。家計状況については良いとは言えず、弟の正香と同居しており、裕福な旧臣家に扶助してもらって生活しているようだとしている。
そのような家計状況であるから、華族の体面を維持するに足りる財産を持っている家とは認められず、明治後期に旧万石以上陪臣家が華族の男爵に叙せられていた際にも久野家は華族には列せられず、士族にとどまった。久野家（宗熙かその息子）は明治39年時にも華族編列請願運動をやっているのが確認されるが、結局不許可に終わっている。